# Fränkisches Rom

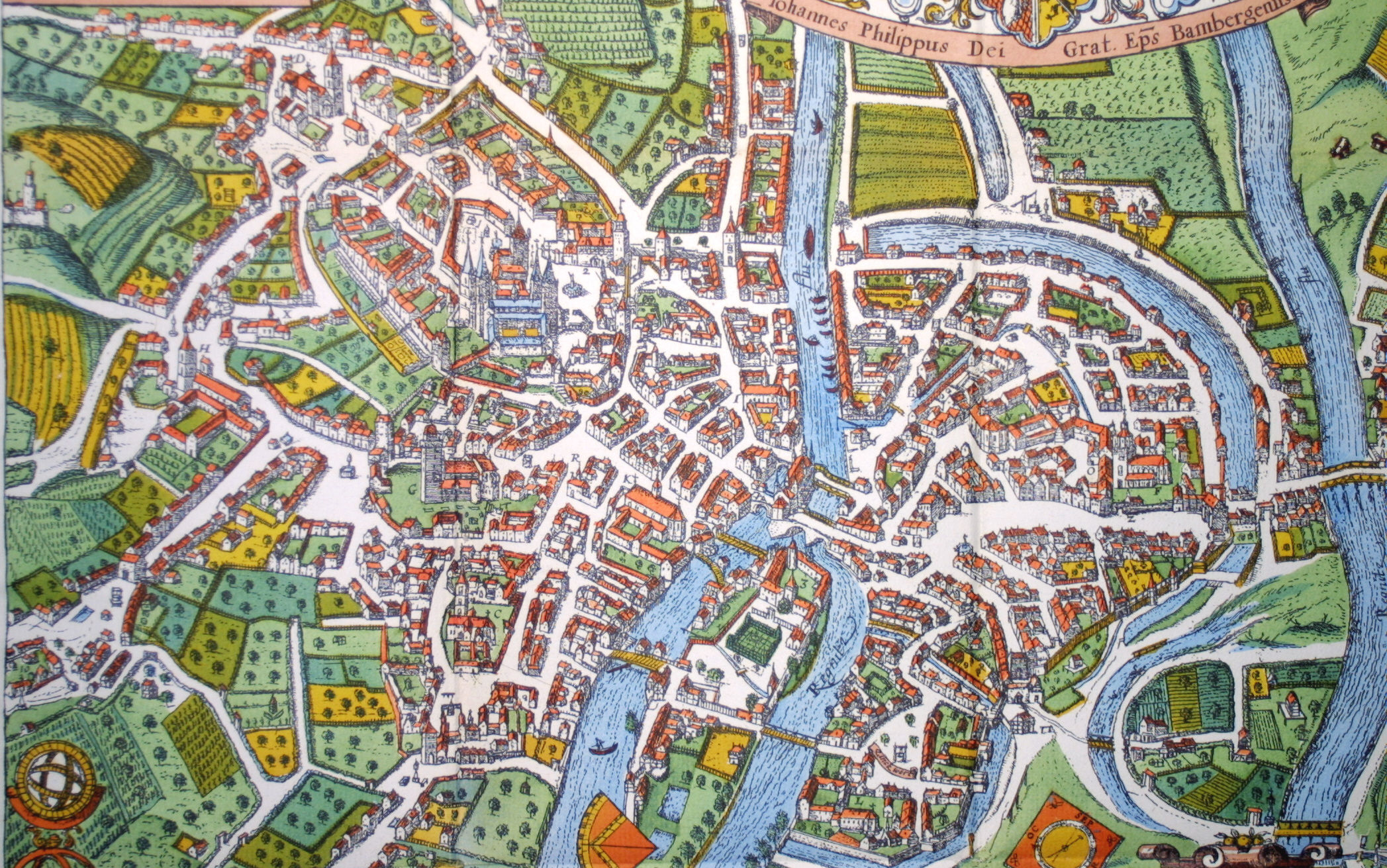

Fränkisches Rom ist ein Beiname der fränkischen Stadt Bamberg, die wie Rom auf sieben Hügeln erbaut wurde.
Dieser Name geht auf Kaiser Heinrich II. zurück, der Bamberg als Gegenstück zu Rom ansah. Abt Gerhard von Seeon schrieb wenige Jahre nach der Gründung des Bistums Bamberg ein Loblied auf die Stadt Bamberg, die er mit Jerusalem, Athen und Rom verglich. Hier sah er das Haupt der Welt (caput orbis), die Wiege jeglichen Ruhms.
Die verschiedenen Stadtteile Bambergs – die geistliche Stadt auf den Hügeln, die Altstadt im Sand, die Neustadt auf der Insel und die Theuerstadt im Osten – wuchsen erst allmählich aufeinander zu.

## Die sieben Hügel

### Stephansberg
Auf dem Stephansberg steht die Stephanskirche; sie wurde im Jahr 1020 von Papst Benedikt VIII. geweiht und nach der Säkularisation vom bayerischen König Max I. Joseph den Bamberger Protestanten überlassen.
Auf dem Stephansberg befinden sich eine Brauerei, zwei Bierkeller und die Bamberger Dr.-Remeis-Sternwarte.

### Kaulberg

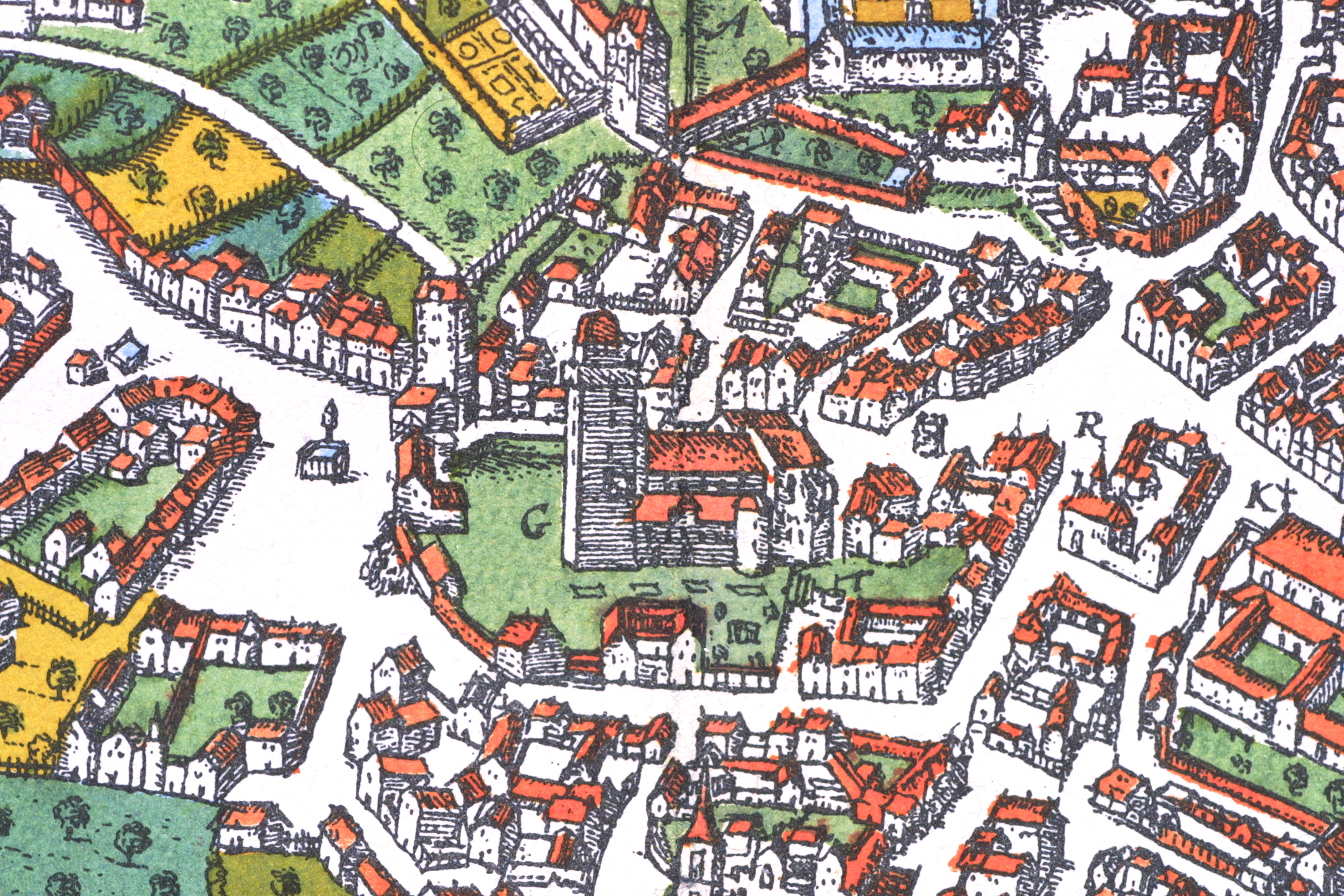
Kaulberg von Braun u. Hogenberg

Der Kaulberg hat seinen Namen vermutlich von Kulen (= Grubenanlagen) oder von Sandgruben bzw. Kellern. Auf dem Kaulberg befinden sich das Karmelitenkloster, die Obere Pfarre, die St.-Laurenzi-Kapelle und die Brauerei Greiffenklau mit Keller.

### Altenburg
Die Altenburg steht auf der höchsten Erhebung Bambergs und liegt 386 Meter ü. NN. (Zum Vergleich: Der niedrigste Punkt Bambergs ist im Regnitz-Hafen und hat eine Höhe von 230,8 Meter ü. NN.)

### Jakobsberg
Auf dem Jakobsberg steht die 1109 geweihte Jakobskirche. Sie liegt an einem der vielen Jakobspilgerwege nach Santiago de Compostela.

### Michelsberg

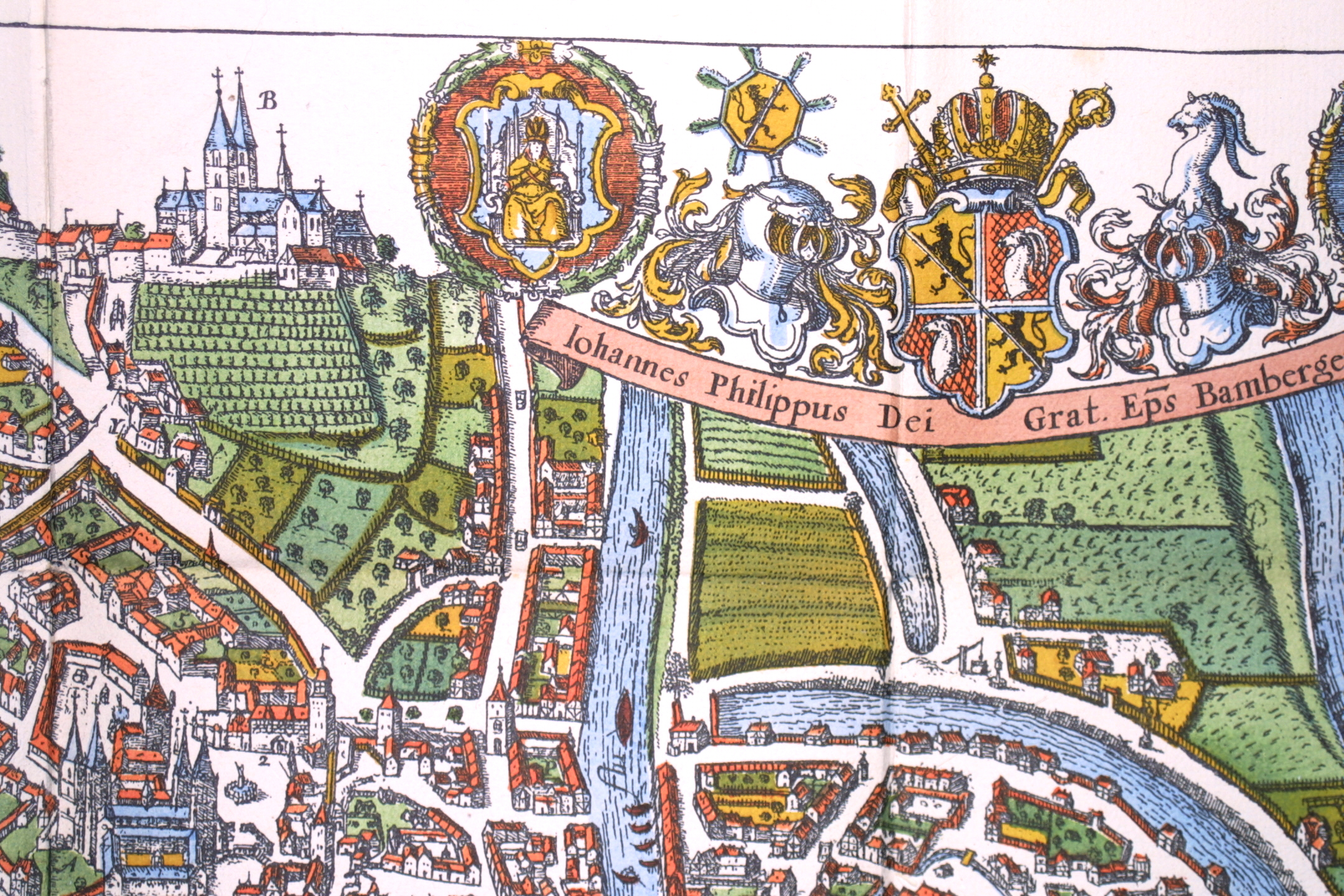
Michelsberg von Braun u. Hogenberg

Der Michelsberg hat seinen Namen vom Kloster Michelsberg, einem ehemaligen Kloster der Benediktiner.

### Abtsberg
Der Abtsberg hat seinen Namen daher, dass er einst dem Abt des Klosters Michelsberg gehörte.

### Domberg
Der Domberg ist der berühmteste der sieben Hügel Bambergs und vermutlich auch der historische Siedlungskern, auf dem die Babenburg stand. Hier befinden sich heute der Bamberger Dom, die Alte Hofhaltung und die Neue Residenz.